# Своротва
Своро́тва (бел. Сваротва) — река в Белоруссии, в Новогрудском и Кореличском районах Гродненской области и Барановичском районе Брестской области, правый приток Молчади. Длина реки — 35 км, площадь её водосбора — 150 км².
Река вытекает из юго-восточной части озера Свитязь на высоте 242 м над уровнем моря. От истока течёт по Гродненской области, вдоль границы Новогрудского и Кореличского районов, ниже перетекает в Брестскую область. Генеральное направление течения — юго-запад.
Долина реки трапециевидная, шириной 1-1,5 км, в верхнем течении 400—800 м. Пойма двухсторонняя (ширина 100—500 м), в среднем течении заболочена, в верховьях под лесом. Русло на протяжении 9,1 км канализировано.
Река протекает деревни и сёла Ятвезь, Поречье, Большие и Малые Пурневичи, Емельяновичи, Почапово, Новосёлки, Большая Своротва, Дрозды, Андреевцы, Малая Своротва, Крупляны. Именованных притоков нет.
Впадает в Молчадь у села Молчадь на высоте 174 м над уровнем моря.

## Происхождение названия
С. Козеровский сопоставлял гидроним Своротва с названием чешской реки Свратка и названием возвышенности Свартовка в Золочевском повете.
Согласно лингвисту К. Буге, название Своротвы — балтское. Он указал аналог, латышское название Svārtava (в Adsel-Schwarzhof), a первоначальное звучание гидронима реконструировал как *Svartuva.
По В. А. Жучкевичу, название Своротва означает «место поворота».
В. В. Лучик объясняет гидроним Своротва от *sъvortъva «сгиб, ответвление», связанного с праславянским *sъvortiti, *sъvortnǫti «гнуть, крутить».
Р. И. Овчинникова выделяет в гидронимах Своротва, Свина, Свила, Свольна, Свитязь, Освица, Усвяча и др. элемент св-, который сравнивает с угро-финским сав «исток из озера или болота».